# 犬山市立犬山西小学校
犬山市立犬山西小学校（いぬやましりつ いぬやまにししょうがっこう）は、愛知県犬山市の公立小学校。

## 概要
- 校区（自治会として）は、中三笠町、レインボー北笠屋、レインボー犬山秋葉下、南三笠町1・2、北三笠町、新坂町、上中切、中々切東、中々切西、中々切南、中々切北、井堀町南、井堀町北、木津東、木津西、木津中、木津南、木津北、木津白帝台、上野東、上野西、上野南、上野城見、上野米野、上野住宅、上野新町、コープタウン犬山であり、公立中学校の進学先は犬山市立犬山中学校である。
- 校区は旧・丹羽郡高雄村のうち、丹羽郡犬山町に編入された地域（上野・木津）に、ほぼ該当する。

## 沿革
- 1982年（昭和57年）4月1日 - 犬山市立犬山北小学校から分離し、犬山市立犬山西小学校として開校。
- 2001年（平成13年）5月27日 - 犬山市立図書館が、校内の犬山西小ふれあい図書館の運用支援を開始する。これにより犬山西小ふれあい図書館は事実上犬山市立図書館の分館となり、土日曜日のみ児童以外の一般人も利用可能となる。
- 2014年（平成26年）10月31日 - 犬山西小ふれあい図書館を閉館する。

## 交通アクセス
- 名鉄犬山線・小牧線・広見線犬山駅下車、徒歩約25分。
- 名鉄犬山線犬山口駅下車、徒歩約15分。
- 犬山市コミュニティバス上野線、「犬山西部交番」バス停より徒歩すぐ。

## 周辺施設
- 愛知県立犬山高等学校
- 犬山市立犬山中学校
- 犬山市立犬山南小学校
- 木曽川犬山緑地
- 東洋紡犬山工場
- 村田機械犬山事業所